# 葡萄反应产物
葡萄反应产物（GRP、GRP1 或 2-S-谷硫酰基咖啡酰酒石酸）是一种酚类化合物，可以解释为什么在加工过程中咖啡酰酒石酸会从葡萄汁中消失。陈年红葡萄酒中也含有这种成分。它由多酚氧化酶酶解产生，对限制葡萄汁的褐变非常重要，特别是在白葡萄酒生产中。 该产品可在模型解决方案中再现。
通过质谱法可以确定其在葡萄酒中的浓度。S-谷胱酰基咖啡酰酒石酸本身能被氧化。 它不是葡萄多酚氧化酶的底物，但灰葡萄孢菌的漆酶可以利用它形成 GRP2。

## 相关分子
其他相关分子是“反式”-咖啡酰酒石酸衍生物，如 GRP1,2-苯醌和 2,5-di-S-谷氨酰基咖啡酰酒石酸盐（GRP2）或与花青素的加合物。

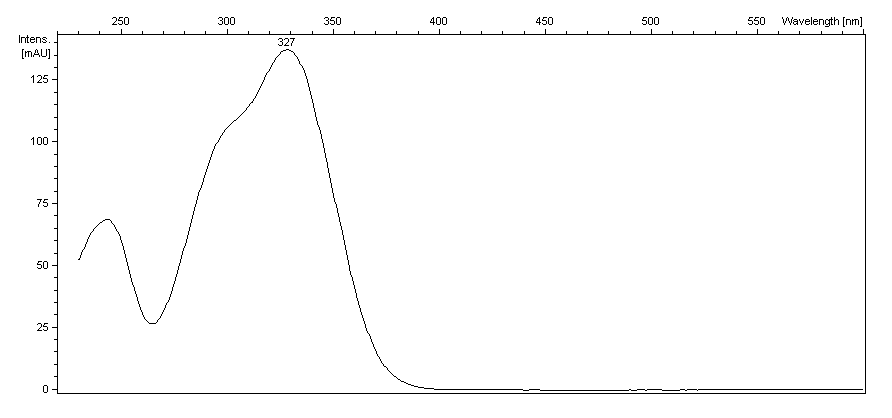
咖啡酒石酸紫外可见光谱